# Faymoreau
Faymoreau è un comune francese di 205 abitanti situato nel dipartimento della Vandea nella regione dei Paesi della Loira.

## Origini del nome
Il nome Faymoreau è composto dal termine fay che deriva dal latino fagus ("faggio") e Moreau, cognome diffuso nella regione della Vandea.

## Storia

### Prima della scoperta del carbone
Dall'anno 1003 fino alla metà del XIII secolo, le terre di Faymoreau appartennero ai più grandi signori del Poitou: le famiglie Chabot, Lusignano e poi Parthenay-l'Archevêque. Nel 1251, Gognore l'Archevêque le donò a Guillaume Fort. Nel 1330, la signoria divenne proprietà della famiglia Puy du Fou in seguito al matrimonio di Catherine Fort con Jean du Puy du Fou e vi rimase per tre secoli. Si susseguirono diversi proprietari: i Panou, i de Grimoüard. Dal 1793 al 1802, il comune rimase senza sindaco poiché il villaggio dipendeva dall'amministrazione del cantone di Foussais.

### Dal 1827 al 1958, il sito minerario di Faymoreau
Nel 1827, un fabbricante di zoccoli scoprì accidentalmente del carbone a Marillet, vicino a Faymoreau, mentre scavava un pozzo. Nel 1836 fu creata una vetreria per consumare in loco il carbone di scarsa qualità, destinato ad alimentare i forni. L'azienda produsse fino a un milione di bottiglie per le regioni di Cognac e Bordeaux, vasi e coperture in vetro per il giardinaggio.
Nel 1840, la Société des Mines de Faymoreau, che sfruttava il carbone nel bacino, costruì il primo insediamento per ospitare i minatori e le loro famiglie, così pochi anni dopo, il villaggio minerario di Faymoreau, a due chilometri dalla città, si espanse con la costruzione di edifici per la direzione, della cappella dei Minatori, di alloggi, delle scuole e altro ancora.
La linea ferroviaria Angers-Niort, che attraversa il bacino minerario di Faymoreau arrivò nel 1869.
L'elettricità arrivò nelle regioni del Sud Vandea, di Deux-Sèvres e dal nord della Charente Marittima, grazie alla creazione della centrale elettrica di Faymoreau nel 1922. La manodopera affluì da tutta Europa, principalmente dalla Polonia. A quel tempo, la città contava oltre 1.000 abitanti e la produzione di carbone raggiunse le 60.000 tonnellate all'anno. Durante la seconda guerra mondiale, nonostante l'occupazione tedesca, le miniere divennero un luogo di rifugio per coloro che rifiutavano di sottoporsi al Servizio di lavoro obbligatorio (Service du travail obligatoire) imposto dagli occupanti.
Nel 1950, la centrale elettrica chiuse i battenti, infliggendo un colpo fatale alla miniera, che cedette un terzo della sua produzione a EDF. Il giacimento di carbone si esaurì e la Société des Mines effettuò i primi licenziamenti. La miniera chiuse definitivamente il 28 febbraio 1958; gli ultimi minatori furono trasferiti in altri siti minerari francesi. La fine dell'attività mineraria del carbone colpì il villaggio di Faymoreau, la popolazione diminuì e le attività commerciali chiusero gradualmente.

### Simboli
Lo stemma comunale è stato presentato il 26 giugno 2025. Riunisce elementi che rappresentano la storia di Faymoreau: il vaio è ripreso dal blasone della famiglia Panou de Faymoreau (di vaio, allo scudetto di rosso, caricato di un leone di armellino), proprietaria di questa signoria dal 1701; ci sono poi riferimenti al passato industriale e minerario del paese, alla chiesa locale, al fiume Vandea (la fascia ondata) e all'origine del toponimo da fay che deriva dal latino fagus ("faggio").

## Società

### Evoluzione demografica
Abitanti censiti